# Football Club Crotone 2004-2005
Questa pagina raccoglie i dati riguardanti il Football Club Crotone per la stagione sportiva 2004-2005.

## Stagione
Nella stagione 2004-2005 il Crotone, dopo due stagioni di Serie C1 ritorna in Serie B. I pitagorici chiuso il campionato cadetto al 16º posto, con due lunghezze di vantaggio sulla zona play-out, pur avendo subito una penalizzazione di 3 punti. Allenati da Gian Piero Gasperini disputano un campionato dalle due facce, un girone di andata deficitario, chiuso in terz'ultima posizione con 22 punti, ed un girone di ritorno spumeggiante, con un bottino di 31 punti. Ad inizio dicembre, dopo la sconfitta di Genova (1-0), viene sostituito il tecnico Gasperini con Andrea Agostinelli, che trova la giusta strada per mantenere la categoria. Miglior marcatore stagionale dei rossoblù è stato Daniele Vantaggiato che con 9 reti ha pareggiato il conto con le reti segnate lo scorso campionato nella categoria inferiore, terminato con il ritorno tra i cadetti. Nella Coppa Italia il Crotone disputa l'ottavo girone di qualificazione, vinto dal Messina.

## Rosa
| N. |                    | Ruolo | Calciatore          |
| -- | ------------------ | ----- | ------------------- |
| 1  | Italia (bandiera)  | P     | David Dei           |
| 2  | Italia (bandiera)  | D     | Giovanni Bartolucci |
| 2  | Italia (bandiera)  | D     | Andrea Gasperini    |
| 3  | Italia (bandiera)  | D     | Francesco Scardina  |
| 4  | Italia (bandiera)  | C     | Alfredo Cardinale   |
| 5  | Italia (bandiera)  | D     | Francesco Rossi     |
| 6  | Italia (bandiera)  | D     | Sandro Porchia      |
| 7  | Italia (bandiera)  | A     | Nazzareno Tarantino |
| 8  | Italia (bandiera)  | C     | Vito Grieco         |
| 9  | Italia (bandiera)  | A     | Fabio Alteri        |
| 9  | Grecia (bandiera)  | A     | Panagiōtīs Gkōnias  |
| 10 | Italia (bandiera)  | A     | Daniele Vantaggiato |
| 11 | Francia (bandiera) | D     | Abdoulay Konko      |
| 12 | Italia (bandiera)  | P     | Francesco Macrì     |
| 13 | Italia (bandiera)  | D     | Marco Montalcini    |
| 14 | Italia (bandiera)  | C     | Giuseppe Turano     |
| 15 | Italia (bandiera)  | D     | Giuseppe Figliomeni |
| 16 | Italia (bandiera)  | C     | Stefano Vallone     |
| 17 | Italia (bandiera)  | P     | Antonio Rizza       |
| 17 | Italia (bandiera)  | A     | Pasquale Foggia     |

| N. |                      | Ruolo | Calciatore                |
| -- | -------------------- | ----- | ------------------------- |
| 18 | Italia (bandiera)    | C     | Antonio Galardo           |
| 19 | Italia (bandiera)    | C     | Matteo Paro               |
| 20 | Paraguay (bandiera)  | A     | Tomás Guzmán              |
| 22 | Italia (bandiera)    | D     | Roberto Cevoli            |
| 23 | Croazia (bandiera)   | C     | Ivan Jurić                |
| 24 | Italia (bandiera)    | D     | Domenico Maietta          |
| 25 | Italia (bandiera)    | C     | Luigi Gaetano             |
| 27 | Italia (bandiera)    | A     | Emanuele Berrettoni       |
| 27 | Italia (bandiera)    | A     | Nello Russo               |
| 35 | Argentina (bandiera) | P     | Nicolas Alejandro Cinalli |
| 46 | Italia (bandiera)    | D     | Daniele Gastaldello       |
| 62 | Italia (bandiera)    | C     | Luca Scicchitano          |
| 71 | Italia (bandiera)    | C     | Mirko Pagliarini          |
| 75 | Italia (bandiera)    | A     | Gianluca Savoldi          |
| 80 | Italia (bandiera)    | C     | Giampaolo Ciarcià         |
| 81 | Italia (bandiera)    | D     | Ferdinando Giuliano       |
| 83 | Italia (bandiera)    | P     | Antonio Mirante           |
| 86 | Italia (bandiera)    | C     | Raffaele Giove Laino      |
| 99 | Italia (bandiera)    | C     | Davide Matteini           |

## Risultati

### Serie B

#### Girone di andata
| Arbitro: | Preschern (Mestre) |

|                                |           |            |
| G. Delvecchio 13’ Ferrigno 33’ | Marcatori | 87’ Alteri |

| Arbitro: | Romeo (Verona) |

|  |           |             |
|  | Marcatori | 85’ Biserni |

| Arbitro: | Tombolini (Ancona) |

|                                      |           |                              |
| Schwoch 24’ Rantier 75’ Moscardi 79’ | Marcatori | 33’ Alteri 90+1’ Vantaggiato |

| Arbitro: | Giannoccaro (Lecce) |

|                      |           |  |
| Tamburini 62’ (aut.) | Marcatori |  |

| Arbitro: | Banti (Livorno) |

|                       |           |                            |
| León 20’ Zattarin 35’ | Marcatori | 51’ Vantaggiato 75’ Cevoli |

| Arbitro: | Rizzoli (Bologna) |

|                            |           |             |
| Gastaldello 56’ Guzman 81’ | Marcatori | 87’ Maniero |

| Arbitro: | Girardi (San Donà di Piave) |

|                                           |           |  |
| Abbruscato 59’ Scotti 74’ Teodorani 90+4’ | Marcatori |  |

| Arbitro: | Bertini (Arezzo) |

|  |           |                                    |
|  | Marcatori | 26’ (aut.) Konko 78’ (rig.) Carrus |

| Empoli 23 ottobre 2004, ore 20:30 9ª giornata | Empoli            | 0 – 0 | Crotone | Stadio Carlo Castellani\| Arbitro: \| Cruciani (Pesaro) \| |
| Arbitro:                                      | Cruciani (Pesaro) |       |         |                                                            |

| Arbitro: | Bergonzi (Genova) |

|            |           |                     |
| Guzman 55’ | Marcatori | 19’ (aut.) F. Rossi |

| Arbitro: | Carlucci (Molfetta) |

|              |           |  |
| Pecorari 29’ | Marcatori |  |

| Arbitro: | Ayroldi (Molfetta) |

|            |           |                |
| Alteri 73’ | Marcatori | 43’, 45’ Frick |

| Arbitro: | Giannoccaro (Lecce) |

|  |           |                      |
|  | Marcatori | 49’ Paro 87’ Porchia |

| Arbitro: | Carlucci (Molfetta) |

|               |           |              |
| Del Prato 10’ | Marcatori | 90+4’ Guzman |

| Arbitro: | Nucini (Bergamo) |

|                              |           |                          |
| Gastaldello 70’ Guzman 90+3’ | Marcatori | 25’ Italiano 45’ Bogdani |

| Arbitro: | Brighi (Cesena) |

|                  |           |  |
| Gio. Tedesco 77’ | Marcatori |  |

| Arbitro: | Bergonzi (Genova) |

|                  |           |                          |
| Porchia 14’, 66’ | Marcatori | 55’ Centi 62’ Dall'Acqua |

| Arbitro: | Girardi (San Donà di Piave) |

|                         |           |  |
| Guzman 9’ Ciarcià 90+7’ | Marcatori |  |

| Arbitro: | M. Mazzoleni (Bergamo) |

|                                   |           |  |
| Pepe 16’ Beghetto 69’ Lucenti 79’ | Marcatori |  |

| Arbitro: | Palanca (Roma) |

|                                     |           |  |
| Paro 16’ Guzman 68’ Vantaggiato 85’ | Marcatori |  |

| Arbitro: | M. Mazzoleni (Bergamo) |

|            |           |           |
| Rubino 89’ | Marcatori | 85’ Konko |

#### Girone di ritorno
| Arbitro: | Tombolini (Ancona) |

|             |           |                   |
| Galardo 45’ | Marcatori | 31’ G. Delvecchio |

| Arbitro: | Banti (Livorno) |

|        |           |  |
| Rea 8’ | Marcatori |  |

| Arbitro: | Ayroldi (Molfetta) |

|  |           |              |
|  | Marcatori | 62’ Vitiello |

| Arbitro: | Stefanini (Prato) |

|                            |           |  |
| Music 18’ Tisci 39’ (rig.) | Marcatori |  |

| Arbitro: | Saccani (Mantova) |

|                            |           |  |
| Konko 3’, 90’ N. Russo 50’ | Marcatori |  |

| Arbitro: | Cruciani (Pesaro) |

|               |           |  |
| Conticchio 2’ | Marcatori |  |

| Arbitro: | Saccani (Mantova) |

|                                     |           |  |
| N. Russo 27’ Vantaggiato 77’ (rig.) | Marcatori |  |

| Bari 4 marzo 2005, ore 20:45 29ª giornata | Bari              | 0 – 0 | Crotone | Stadio San Nicola\| Arbitro: \| Cruciani (Pesaro) \| |
| Arbitro:                                  | Cruciani (Pesaro) |       |         |                                                      |

| Arbitro: | Saccani (Mantova) |

|             |           |             |
| Porchia 37’ | Marcatori | 18’ Almiron |

| Arbitro: | Banti (Livorno) |

|                |           |  |
| Anastasi 90+3’ | Marcatori |  |

| Arbitro: | Brighi (Cesena) |

|                                                   |           |                        |
| Vantaggiato 13’, 36’ Gastaldello 57’ N. Russo 71’ | Marcatori | 38’, 80’ (rig.) Godeas |

| Arbitro: | Stefanini (Prato) |

|                            |           |             |
| Jimenez 43’ Frick 56’, 77’ | Marcatori | 83’ Porchia |

| Arbitro: | Castellani (Verona) |

|                 |           |  |
| Vantaggiato 50’ | Marcatori |  |

| Arbitro: | Saccani (Mantova) |

|                   |           |  |
| Vantaggiato 90+1’ | Marcatori |  |

| Verona 30 aprile 2005, ore 20:30 36ª giornata | Verona            | 0 – 0 | Crotone | Stadio Marcantonio Bentegodi\| Arbitro: \| Cruciani (Pesaro) \| |
| Arbitro:                                      | Cruciani (Pesaro) |       |         |                                                                 |

| Crotone 7 maggio 2005, ore 20:30 37ª giornata | Crotone          | 0 – 0 | Genoa | Stadio Ezio Scida\| Arbitro: \| Rodomonti (Roma) \| |
| Arbitro:                                      | Rodomonti (Roma) |       |       |                                                     |

| Arbitro: | Giannoccaro (Lecce) |

|                              |           |                       |
| Reginaldo 60’ D'Agostino 75’ | Marcatori | 32’ Guzman 77’ Foggia |

| Venezia 21 maggio 2005, ore 20:30 39ª giornata | Venezia           | 0 – 0 | Crotone | Stadio Pierluigi Penzo\| Arbitro: \| Cassarà (Palermo) \| |
| Arbitro:                                       | Cassarà (Palermo) |       |         |                                                           |

| Arbitro: | De Marco (Chiavari) |

|              |           |  |
| Matteini 20’ | Marcatori |  |

| Arbitro: | Gabriele (Frosinone) |

|            |           |                                                        |
| Sbrizzo 8’ | Marcatori | 17’ Vantaggiato 21’ (aut.) Fusco 55’ Paro 80’ Giuliano |

| Arbitro: | Racalbuto (Gallarate) |

|                                                      |           |              |
| Guzman 9’ N. Russo 14’ Porchia 35’ Ghomsi 89’ (aut.) | Marcatori | 60’ Benjamin |

### Coppa Italia

#### Fase a gironi
| Arbitro: | Carlucci (Molfetta) |

|           |           |                |
| Nigro 64’ | Marcatori | 75’ Berrettoni |

| Arbitro: | Cassarà (Palermo) |

|                                               |           |  |
| Guzmán 4’ Alteri 34’ Jurić 61’ Berrettoni 81’ | Marcatori |  |

| Arbitro: | Giannoccaro (Lecce) |

|  |           |            |
|  | Marcatori | 75’ Rafael |

## Statistiche

### Statistiche di squadra
| Competizione | Punti | In casa | In casa | In casa | In casa | In trasferta | In trasferta | In trasferta | In trasferta | Totale | Totale | Totale | Totale | Gf | Gs | DR |
| Competizione | Punti | G       | V       | N       | P       | G            | V            | N            | P            | G      | V      | N      | P      | Gf | Gs | DR |
| ------------ | ----- | ------- | ------- | ------- | ------- | ------------ | ------------ | ------------ | ------------ | ------ | ------ | ------ | ------ | -- | -- | -- |
| Serie B      | 50    | 21      | 11      | 6       | 4       | 21           | 2            | 8            | 11           | 42     | 13     | 14     | 15     | 48 | 45 | 3  |
| Coppa Italia | -     | 2       | 1       | 0       | 1       | 1            | 0            | 1            | 0            | 3      | 1      | 1      | 1      | 5  | 2  | 3  |
| Totale       | -     | 23      | 12      | 6       | 5       | 22           | 2            | 9            | 11           | 45     | 14     | 15     | 16     | 53 | 47 | 6  |

### Statistiche dei giocatori
Sono in corsivo i calciatori che hanno lasciato la società a stagione in corso.
| Giocatore      | Serie B  | Serie B | Coppa Italia | Coppa Italia | Totale   | Totale |
| Giocatore      | Presenze | Reti    | Presenze     | Reti         | Presenze | Reti   |
| -------------- | -------- | ------- | ------------ | ------------ | -------- | ------ |
| F. Alteri      | 16       | 3       | 1            | 1            | 17       | 4      |
| G. Bartolucci  | 5        | 0       | 1            | 0            | 6        | 0      |
| E. Berrettoni  | 1        | 0       | 2            | 2            | 3        | 2      |
| A. Cardinale   | 31       | 0       | 1            | 0            | 32       | 0      |
| R. Cevoli      | 14       | 1       | 0            | 0            | 14       | 1      |
| G. Ciarcià     | 28       | 1       | 1            | 0            | 29       | 1      |
| D. Dei         | 2        | -2      | 0            | -0           | 2        | -2     |
| P. Foggia      | 15       | 1       | 0            | 0            | 15       | 1      |
| A. Galardo     | 26       | 1       | 2            | 0            | 28       | 1      |
| D. Gastaldello | 35       | 3       | 1            | 0            | 36       | 3      |
| F. Giuliano    | 21       | 1       | 2            | 0            | 23       | 1      |
| P. Gkōnias     | 0        | 0       | 0            | 0            | 0        | 0      |
| V. Grieco      | 17       | 0       | 2            | 0            | 19       | 0      |
| T. Guzmán      | 39       | 8       | 3            | 1            | 42       | 9      |
| A. Konko       | 33       | 3       | 3            | 0            | 36       | 3      |
| I. Jurić       | 28       | 0       | 3            | 1            | 31       | 1      |
| D. Maietta     | 18       | 0       | 1            | 0            | 19       | 0      |
| D. Matteini    | 13       | 1       | 0            | 0            | 13       | 1      |
| A. Mirante     | 41       | -43     | 3            | -2           | 44       | -45    |
| M. Pagliarini  | 11       | 0       | 0            | 0            | 11       | 0      |
| M. Paro        | 39       | 3       | 3            | 0            | 42       | 3      |
| S. Porchia     | 37       | 6       | 3            | 0            | 40       | 6      |
| F. Rossi       | 34       | 0       | 2            | 0            | 36       | 0      |
| N. Russo       | 15       | 4       | 0            | 0            | 15       | 4      |
| G. Savoldi     | 8        | 0       | 0            | 0            | 8        | 0      |
| F. Scardina    | 16       | 0       | 3            | 0            | 19       | 0      |
| L. Scicchitano | 1        | 0       | 0            | 0            | 1        | 0      |
| N. Tarantino   | 6        | 0       | 2            | 0            | 8        | 0      |
| D. Vantaggiato | 32       | 9       | 3            | 0            | 35       | 9      |